# Nodulisporium verrucosum
Nodulisporium verrucosum är en svampart som först beskrevs av J.F.H. Beyma, och fick sitt nu gällande namn av G. Sm. 1954. Nodulisporium verrucosum ingår i släktet Nodulisporium och familjen kolkärnsvampar.   Inga underarter finns listade i Catalogue of Life.